# Назиров, Кенджа Назирович
Кенджа Назирович Назиров (1921—2008) — советский хозяйственный, государственный и политический деятель, Герой Социалистического Труда.

## Биография
Родился в 1921 году в кишлаке Чиртак. Член КПСС с 1943 года.
С 1938 года — на хозяйственной, общественной и политической работе. В 1938—1987 гг. — колхозник в колхозе Регарского района, учитель начальных классов в Пахтаабадском районе Сталинабадской области Таджикской ССР, участник Великой Отечественной войны, инструктор Регарского райкома Компартии (б) Таджикистана, секретарь парткома, председатель колхоза имени Булганина Регарского района Таджикской ССР.
Указом Президиума Верховного Совета СССР от 17 января 1957 года присвоено звание Героя Социалистического Труда с вручением ордена Ленина и золотой медали «Серп и Молот».
Избирался депутатом Верховного Совета Таджикской ССР 5-8-го созывов.
Умер в Турсунзадевском районе в 2008 году.